# سدونا (فیلم)
«سدونا» (انگلیسی: Sedona (film)) فیلمی در ژانر کمدی-درام است که در سال ۲۰۱۱ منتشر شد. از بازیگران آن می‌توان به فرانسیس فیشر اشاره کرد.